# نبات واطن

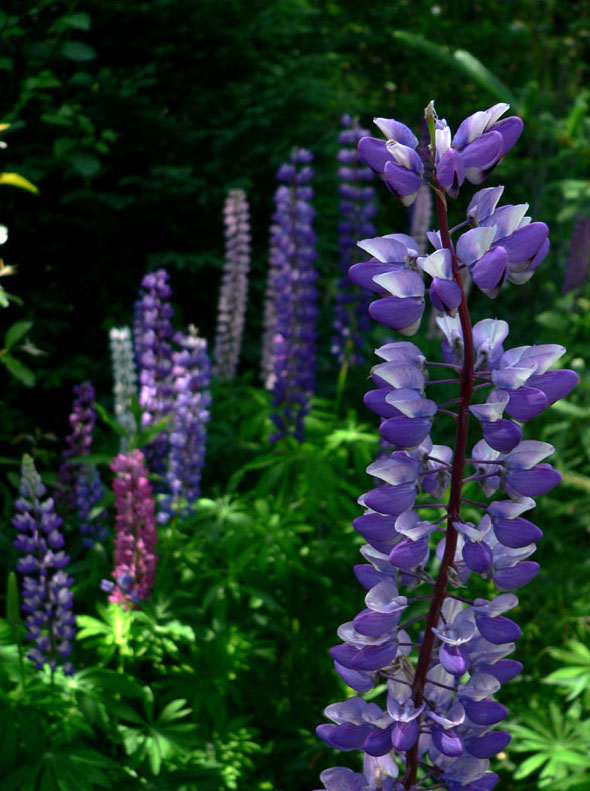
الترمس ذو الأوراق الكبيرة (ترمس عديد الأوراق): موطنه غرب أمريكا الشمالية ولكنه مجتاح أو غازي في عدة مناطق حول العالم

نبات واطن أو نبات أصيل (بالإنجليزية: native plant)‏ النباتات الأصلية أو النباتات المحلية هي نبات في منطقة معينة في الزمن الجيولوجي. وهذا يشمل النباتات التي نمت أو ظهرت بشكل طبيعي أو كانت موجودة لسنوات عديدة في منطقة معينة. في علم النبات وعلم البيئة هو مصطلح يطلق على نوع نبات موجود أصلا في تلك البقعة. قد يكون النبات الأصلي متوطنا (بالإنجليزية: Endemic)‏ أي موجودا فقط في هذه البقعة ولا مكان غيرها، أو مستوطنا (بالإنجليزية: Naturalized)‏ أتى من بقعة أخرى في منطقة معينة ويصبح دخيلا أو مجتاحا إذا انتقل إلى مناطق أخرى.

## علم البيئة
يتكون النظام البيئي من تفاعلات النباتات والحيوانات والكائنات الحية الدقيقة مع ظروفها الفيزيائية (مثل ظروف التربة وعملياتها) وظروفها المناخية. تشكل النباتات الأصلية مجتمعات نباتية وتفاعلات بيولوجية مع نباتات وحيوانات وفطريات معينة وكائنات أخرى. على سبيل المثال، لا يمكن لبعض الأنواع النباتية التكاثر إلا من خلال تفاعل متبادل مستمر مع مُلقِّح حيواني معين، وقد يعتمد الحيوان الملقِّح أيضًا على تلك الأنواع النباتية كمصدر للغذاء.